# Grand Park Centre
El Grand Park Center, también conocido como Michigan Mutual Building, es un edificio de oficinas de gran altura en el Downtown de Detroit, Míchigan, ubicado en 28 West Adams Avenue, en la esquina de Adams Avenue West y Woodward Avenue, frente al Grand Circus Park en el barrio de Foxtown. Los edificios y atracciones cercanos son el Grand Circus Park, el Comerica Park, el Ford Field, el Dime Building y el Campus Martius Park. El edificio es parte del complejo de la compañía Michigan Mutual Liability Company Complex. Está en la misma cuadra del Fyfe Building, cerca de Park Avenue. Fue diseñado por Frederick P. Dinkelberg.

## Historia
Fue construido en 1922 como un edificio de oficinas de dieciocho pisos. Originalmente se construyó como la sede de Strohs Brewery Company y, como tal, tenía un jardín de cerveza en el techo. La representación artística del edificio, tal como se diseñó originalmente, incluido el jardín de cerveza en la azotea, se encuentra en la oficina de administración del edificio. El primer piso tiene un espacio comercial limitado y los pisos restantes se utilizan como espacio de oficina. El edificio tenía una cafetería en el nivel inferior, decorada con yeso adornado, que actualmente se utiliza para el almacenamiento. El edificio fue diseñado en el estilo arquitectónico de la Escuela de Chicago con un sistema estructural de acero y concreto que permitió numerosas ventanas grandes. Los muros exteriores que no soportan carga consisten en tres wythes de mampostería de ladrillo. La fachada este linda con un edificio de dos pisos. El muro oeste es de mampostería sólida para los siete pisos inferiores como resultado del Edificio de Bellas Artes de seis pisos (Teatro Adams), que estuvo en el sitio adyacente hasta 2009, cuando fue demolido, dejando solo la fachada de la Avenida Adams.

## Renovaciones
En la década de 1950, en un esfuerzo por modernizar el edificio y aumentar el espacio alquilable, se eliminaron la cornisa y el jardín originales y se agregaron dos pisos adicionales a la torre, que están revestidos con mampostería de ladrillo y acero inoxidable. Al mismo tiempo, se agregó un edificio anexo de nueve pisos, que contiene un nivel de estacionamiento y siete pisos de oficinas por encima del nivel y dos niveles de estacionamiento por debajo del nivel. El anexo está revestido con mampostería de ladrillo. Las fachadas norte y sur tienen ventanas de franjas originales y de reemplazo. Las fachadas este y oeste son de mampostería sólida. La Torre y el Anexo están conectados por una pasarela cerrada en los pisos tres a diez.
Después de ser comprado por Capozzoli Advisory en 2000, el edificio fue renovado posteriormente a un costo de 7 millones de d̟ólares por Barton Malow Company.